# John Bruhnke
John F. Bruhnke (* 30. Januar 1964) ist ein deutscher Basketballtrainer.

## Leben
Der aus Krefeld stammende Bruhnke war als Spieler ein Schützling von Dirk Bauermann. Er spielte unter anderem für den BBC Krefeld sowie die Adler Frintrop Essen in der Regionalliga. Ab 2004 bildete Bruhnke mit Julia Gajewski das Trainergespann beim Damen-Bundesligisten NB Oberhausen, wobei Bruhnke insbesondere für Sichtung und Analyse der Gegner zuständig war, Gajewski trug als Cheftrainerin die Verantwortung. 2005 wurde man deutscher Vizemeister, Bruhnke und Gajeweski erhielten daraufhin die Auszeichnung als Trainer des Jahres der Damen-Basketball-Bundesliga. Im selben Jahr führte Bruhnke die U20-Mädchen Oberhausens zu Silber bei der deutschen Meisterschaft. 2008 und 2009 führte Bruhnke NBO gemeinsam mit Gajewski jeweils zum dritten Platz in der deutschen Meisterschaft. Ab 2008 und bis November 2009 gehörte Bruhnke zusätzlich als Co-Trainer zum Stab von Damen-Bundestrainer Imre Szittya. Nachdem sich Gajewski am Ende der Saison 2008/09 aus beruflichen Gründen zurückgezogen hatte, blieb Bruhnke alleinverantwortlicher Trainer des Bundesligisten, im November 2009 wurde er in Oberhausen entlassen. 2010 übernahm er das Traineramt beim SC Bayer 05 Uerdingen. Darüber hinaus arbeitete er 2012 als Assistenztrainer für die männliche U18-Nationalmannschaft.
2013 schloss er den Diplomtrainerlehrgang an der Trainerakademie Köln ab. Zusätzlich zu seiner Tätigkeit bei Bayer Uerdingen trat Bruhnke im August 2018 eine Sportlehrerstelle in Viersen an. Er arbeitete bis 2019 für Bayer Uerdingen, in der Sommerpause 2019 übernahm er das Traineramt beim Damen-Zweitligisten TG Neuss Tigers. Seine Tätigkeit in Neuss endete im Sommer 2021. Anfang August 2022 wurde er Trainer des Damen-Regionalligisten Capitol Bascats aus Düsseldorf. Bruhnke übernahm auch das Traineramt bei den Rhein Bascats Düsseldorf in der Weiblichen Nachwuchs-Basketball-Bundesliga.